# Електронне табло
Електронне табло — пристрій відображення інформації, зображення на якому формується електронним способом. До електронних табло відносяться пристрої колективного користування, наприклад, світлодіодні дисплеї, табло «рядок, що біжить», електронні настінні годинники, стадіонні табло і т. д. Іноді електронним табло називають пристрої, частіше звані «електронний індикатор».

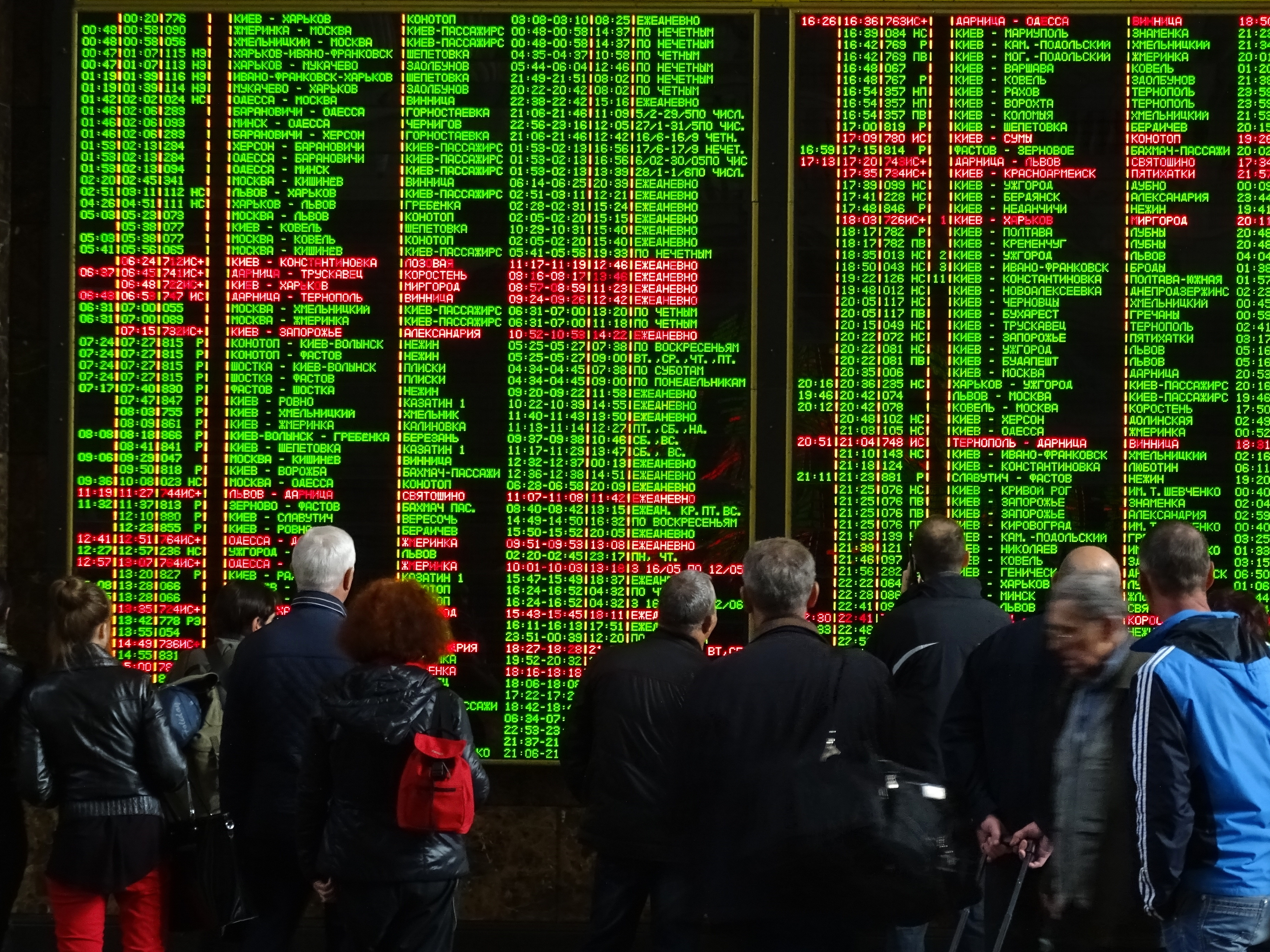
Електронне табло прибуття/відправлення потягів по станції Київ-Пасажирський
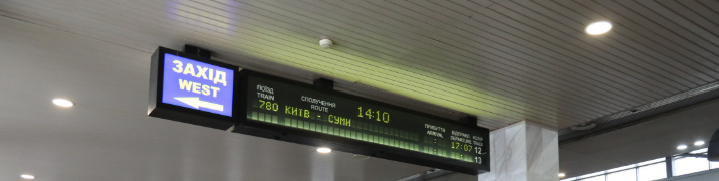
Інформаційне табло на залізничному вокзалі Київ-Пасажирський
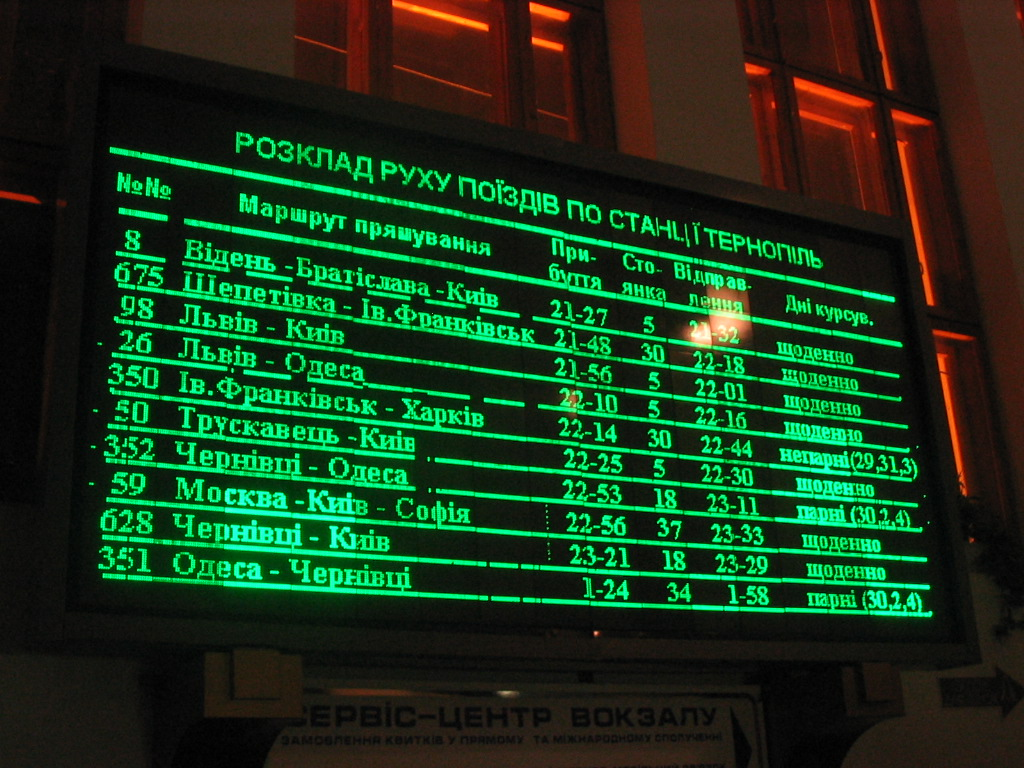
Інформаційне табло на вокзалі станції Тернопіль
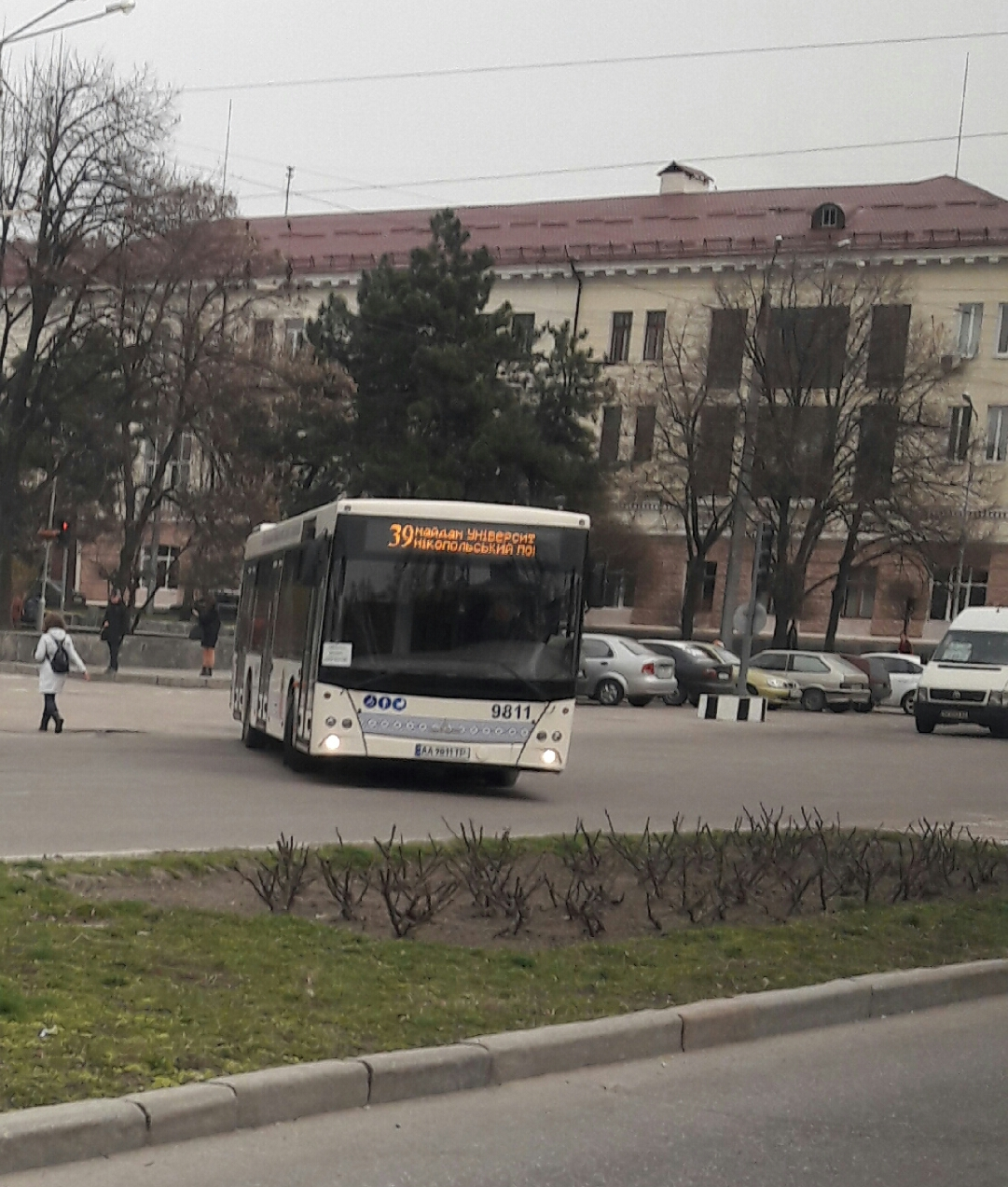
Електронне табло автобуса МАЗ 203
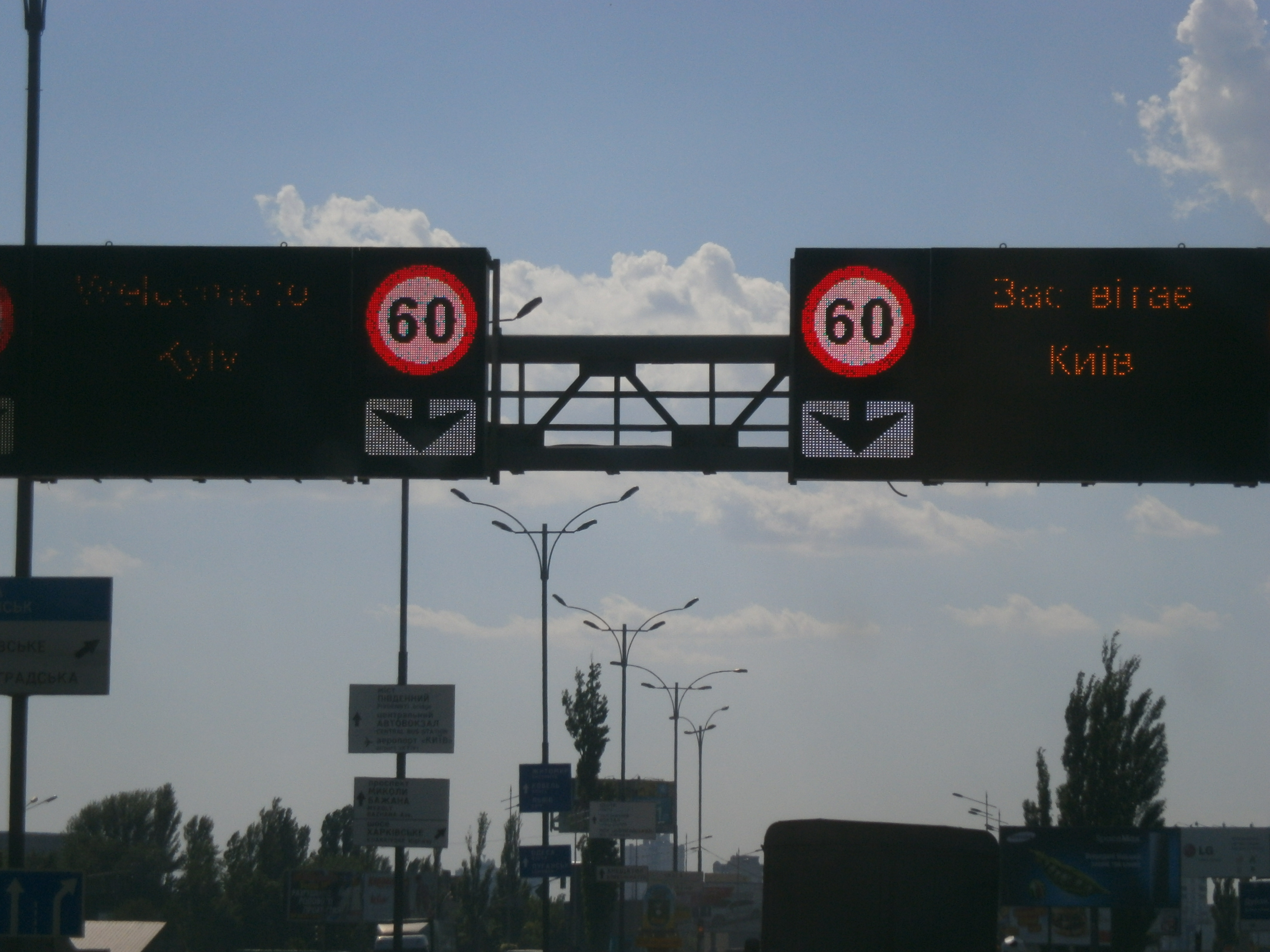
Інформаційне табло на автошляху М03E40